# Ouachita Parish
Das Ouachita Parish (frz.: Paroisse d'Ouachita) ist ein Parish im Bundesstaat Louisiana der Vereinigten Staaten. Bei der Volkszählung im Jahr 2020 hatte das Parish 160.368 Einwohner und eine Bevölkerungsdichte von 101,4 Einwohnern pro Quadratkilometer. Der Verwaltungssitz (Parish Seat) ist Monroe.

## Geographie
Das Parish liegt im Norden von Louisiana, ist etwa 40 km von Arkansas entfernt und hat eine Fläche von 1639 Quadratkilometern, wovon 57 Quadratkilometer Wasserfläche sind. Das Parish wird vom Ouachita River durchflossen. Es grenzt an folgende Parishes:
|                | Union Parish    | Morehouse Parish |
| Lincoln Parish |                 | Richland Parish  |
| Jackson Parish | Caldwell Parish |                  |

## Geschichte
Im Ouachita Parish liegen mehrere der ältesten bekannten Bauwerke Nordamerikas, Mounds aus der mittleren archaischen Periode. Die Fundorte Watson Brake südlich der Stadt Monroe und Frenchman’s Bend nördlich, gehören zu den komplexesten Anlagen von Erdwerken dieser Epoche.
Das Ouachita Parish wurde 1807 als eines der 19 Original-Parishes gebildet. Das Parish wurde nach dem Indianerstamm der Ouachita benannt.
Vom ursprünglichen Ouachita Parish wurden mehrfach Teile abgetrennt, aus denen die Parisches Morehouse, Union, Caldwell, Franklin, Tensas und Madison sowie East und West Carroll entstanden.
32 Bauwerke und Stätten des Parish sind im National Register of Historic Places eingetragen (Stand 7. November 2017).

## Demografische Daten

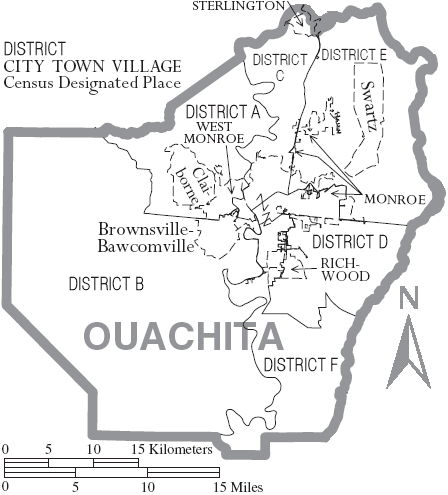
Karte des Ouachita Parish

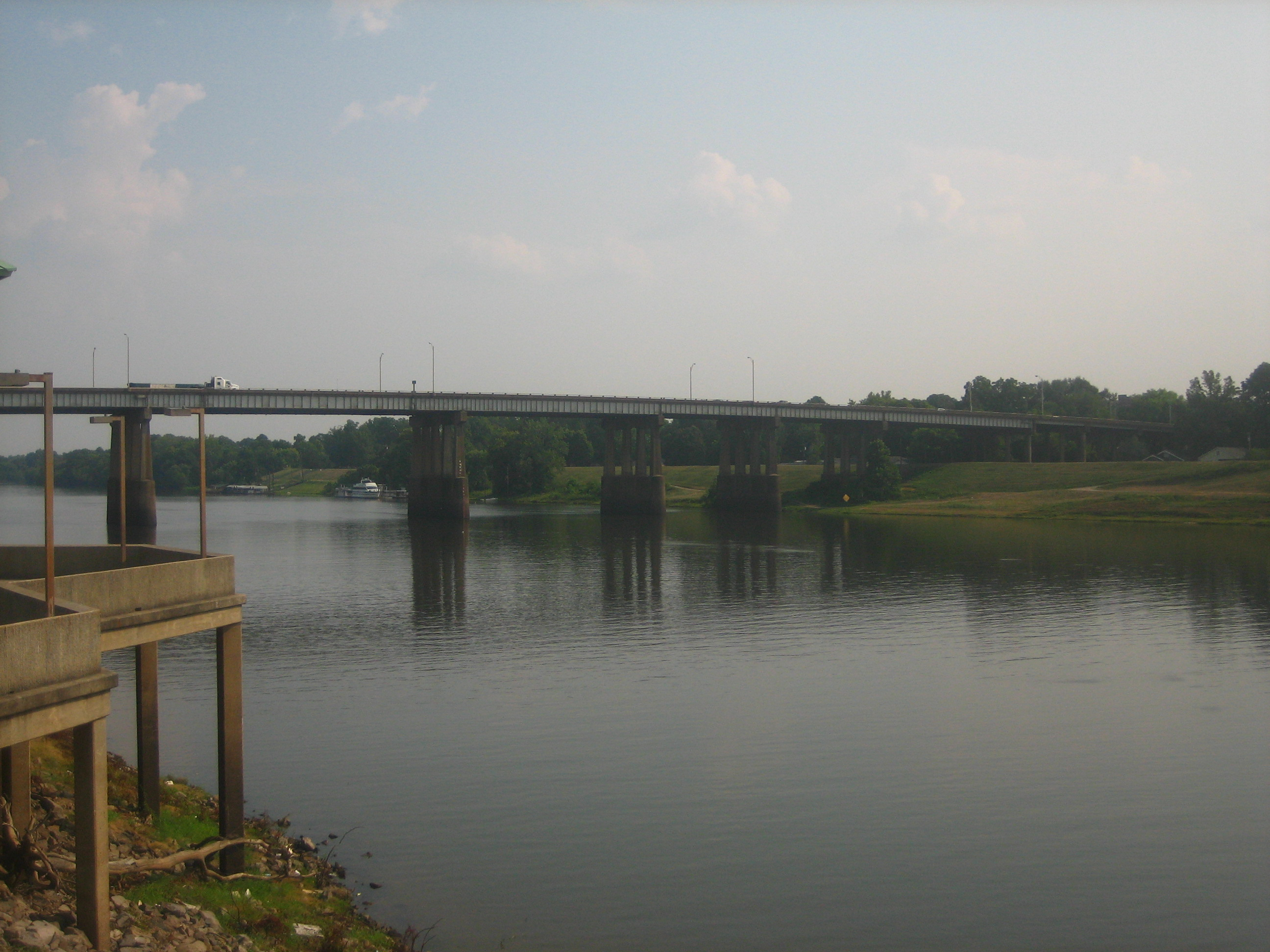
Ouachita River

Nach der Volkszählung im Jahr 2000 lebten im Ouachita Parish 147.250 Menschen. Davon wohnten 4.965 Personen in Sammelunterkünften, die anderen Einwohner lebten in 55.216 Haushalten und 38.319 Familien. Die Bevölkerungsdichte betrug 93 Einwohner pro Quadratkilometer. Ethnisch betrachtet setzte sich die Bevölkerung zusammen aus 64,48 Prozent Weißen, 33,63 Prozent Afroamerikanern, 0,23 Prozent amerikanischen Ureinwohnern, 0,64 Prozent Asiaten, 0,03 Prozent Bewohnern aus dem pazifischen Inselraum und 0,33 Prozent aus anderen ethnischen Gruppen; 0,67 Prozent stammten von zwei oder mehr Ethnien ab. 1,19 Prozent der Bevölkerung waren spanischer oder lateinamerikanischer Abstammung, die verschiedenen der genannten Gruppen angehörten.
Von den 55.216 Haushalten hatten 34,2 Prozent Kinder und Jugendliche unter 18 Jahre, die bei ihnen lebten. 47,7 Prozent waren verheiratete, zusammenlebende Paare, 17,9 Prozent waren allein erziehende Mütter, 30,6 Prozent waren keine Familien, 25,8 Prozent waren Singlehaushalte und in 9,3 Prozent lebten Menschen im Alter von 65 Jahren oder darüber. Die Durchschnittshaushaltsgröße lag bei 2,58 und die durchschnittliche Familiengröße bei 3,12 Personen.
Auf das gesamte Parish bezogen setzte sich die Bevölkerung zusammen aus 27,9 Prozent Einwohnern unter 18 Jahren, 12,0 Prozent zwischen 18 und 24 Jahren, 27,9 Prozent zwischen 25 und 44 Jahren, 20,3 Prozent zwischen 45 und 64 Jahren und 11,8 Prozent waren 65 Jahre alt oder darüber. Das Durchschnittsalter betrug 32 Jahre. Auf 100 weibliche kamen statistisch 89,3 männliche Personen. Auf 100 Frauen im Alter von 18 Jahren oder darüber kamen 84,5 Männer.
Das jährliche Durchschnittseinkommen eines Haushalts betrug 32.047 US-Dollar, das Durchschnittseinkommen der Familien betrug 40.206 USD. Männer hatten ein Durchschnittseinkommen von 31.616 USD, Frauen 23.139 USD. Das Prokopfeinkommen betrug 17.084 USD. 15,8 Prozent der Familien 20,7 Prozent der Bevölkerung lebten unterhalb der Armutsgrenze. Davon waren 29,7 Prozent Kinder oder Jugendliche unter 18 Jahre und 15,8 Prozent waren Menschen über 65 Jahre.

## Städte und Gemeinden
| - Bawcomville - Bosco - Brownsville - Calhoun - Carlton - Cheniere - Corey | - Dean Chapel - Drew - Fairbanks - Fondale - Forest Park - Forksville - Highland Park | - Indian Village - Kiroli Woods - Lakeshore - Lamkin - Lapine - Logtown - Luna | - Monroe - Northeast - Olinkraft - Richwood - Siegle - Spencer - Splane Place | - Sterlington1 - Swartz - Wall Lake - West Monroe |  |

1 – teilweise im Union Parish